# Anna Grace Barlow
Anna Grace Barlow (Jackson, 17 luglio 1994) è un'attrice statunitense.

## Biografia
Diplomatasi presso la Mountain Brook High School, ha lavorato come attrice in molteplici serie televisive, arrivando a interpretare un personaggio principale (Brittney Lovewell) in The Big Leap - Un'altra opportunità.
Nel 2023 ha preso parte al Jesus Revolution interpretando Cathe, la moglie del protagonista.

## Filmografia

### Cinema
- Witch Hunt, regia di Elle Callahan (2020)
- The Never List, regia di Michelle Mower (2020)
- Jesus Revolution, regia di Brent McCorkle e Jon Erwin (2023)

### Televisione
- Scream Queens - serie TV, 4 episodi (2015)
- Scream: la serie - serie TV, 2 episodi (2015)
- Non sono stato io (I Didn't Do It) - serie TV, episodio 2x12 (2015)
- The Fosters - serie TV, 7 episodi (2016-2018)
- Castle - serie TV, episodio 8x10 (2016)
- Bones - serie TV, episodio 11x16 (2016)
- Major Crimes - serie TV, episodio 5x15 (2017)
- Febbre d'amore (The Young and The Restless) - soap opera, 10 episodi (2019)
- Commanders - serie TV, 8 episodi (2019)
- Supernatural - serie TV, 2 episodi (2019)
- Lucifer - serie TV, episodio 4x08 (2019)
- The Goldbergs - serie TV, 3 episodi (2020-2021)
- NCIS - Unità anticrimine (NCIS) - serie TV, 2 episodi (2020-2021)
- All Rise - serie TV, episodio 2x02 (2020)
- The Big Leap - Un'altra opportunità (The Big Leap) - serie TV, 11 episodi (2021)
- Grey's Anatomy - serie TV, episodio 18x12 (2022)
- Big Sky - serie TV, episodio 3x10 (2022)
- NCIS: Hawai'i - serie TV, episodio 2x17 (2023)
- Blue Bloods - serie TV, episodio 14x02 (2024)

## Doppiatrici italiane
Nelle versioni in italiano delle opere in cui ha recitato, Anna Grace Barlow è stata doppiata da:
- Fabiola Bittarello in Scream: la serie
- Roisin Nicosia in The Fosters
- Anna Chiara Repetto in Major Crimes
- Emanuela Ionica in Lucifer
- Benedetta Ponticelli in Supernatural
- Selvaggia Quattrini in All Rise
- Sara Ferranti in NCIS - Unità anticrimine
- Tiziana Martello in The Big Leap - Un'altra opportunità
- Giulia Catania in Grey's Anatomy
- Valentina Stredini in Big Sky
- Chiara Gioncardi in NCIS: Hawai'i
- Margherita De Risi in Jesus Revolution